# Bernd Vogel
Bernd Vogel (* 2. Juni 1948; † 21. Mai 2013) war ein deutscher Fußballspieler. Er spielte für den 1. FC Union Berlin in der DDR-Oberliga, der höchsten Spielklasse der DDR.

## Karriere
Als Jugendlicher spielte Vogel bei den Ost-Berliner Betriebssportgemeinschaften (BSG) Empor Friedrichstadt und Berolina Stralau. 1965 wurde er als Juniorenspieler zum TSC Berlin delegiert. Anfang 1966 wurde er vom 1. FC Union Berlin übernommen, der aus der Fußballsektion des TSC gebildet worden war. Bis 1968 spielte Vogel in der drittklassigen Bezirksligamannschaft Union II und wurde im November 1968 zu einem 18-monatigen Wehrdienst eingezogen.
Nach dem Ende seiner Armeezeit wurde er von der Saison 1970/71 an in der Oberligamannschaft des 1. FC Union eingesetzt. Sein erstes Oberligaspiel bestritt er am 9. September 1970. In der Begegnung des 3. Spieltages 1. FC Union – Chemie Leipzig (0:0) wurde er in der 78. Minute eingewechselt. Wurde er zunächst noch unregelmäßig in größeren Abständen in der 1. Mannschaft aufgeboten, so schaffte er dort vom 15. Spieltag an den Durchbruch zum Stammspieler. Er hatte allerdings keine feste Position, sondern wechselte zwischen Angriff und Mittelfeld. Zwischen 1973 und 1976 wurde Vogels Oberligalaufbahn für drei Spielzeiten unterbrochen, da Union in die DDR-Liga abgestiegen war. 1974/75 spielte er beim DDR-Ligisten VB Waren. Im Frühjahr 1975 kehrte Vogel zum 1. FC Union zurück und bestritt noch zwei Aufstiegsspiele der Saison 1975/76, Union konnte sich jedoch in dieser Aufstiegsrunde zur Oberliga nicht durchsetzen. In der Saison 1975/76 kam er in 23 der 30 ausgetragenen DDR-Liga- und Aufstiegsspielen zum Einsatz und hatte damit einen erheblichen Anteil am Wiederaufstieg in die Oberliga. Von Beginn der neuen Oberligasaison 1976/77 an war Vogel wieder fester Bestandteil der Union-Stammelf. Er war inzwischen in die Abwehr zurückbeordert worden und spielte in den kommenden Jahren in der Regel als linker Verteidiger. Die Saison 1979/80 brachte das Ende Vogels beim 1. FC Union. Nachdem er in der Hinrunde alle Oberligapunktspiele bestritten hatte, wurde er danach nur noch am 15. Spieltag für die Schlussviertelstunde eingewechselt. Einen Monat später wurde er aus disziplinarischen Gründen vom Klub gesperrt.
Nach 182 Pflichtspielen, davon 142 in der Oberliga mit drei Torerfolgen, verließ Vogel zusammen mit seinen Mannschaftskameraden Michael Paschek und Dieter Wünsch den 1. FC Union im Sommer 1980. Alle drei schlossen sich zur Saison 1980/81 dem DDR-Ligisten BSG KWO Berlin an. Im Laufe der Saison 1981/82 beendete Vogel im Alter von 33 Jahren seine Laufbahn als Fußballspieler.